# Педро Аграмунт
Педро Аграмунт (ісп. Pedro Agramunt; 12 вересня 1951, Валенсія — 25 листопада 2024, там само) — іспанський політичний діяч. Голова Парламентської асамблеї Ради Європи (ПАРЄ) з 2016 по 2017 рік. Член Сенату Іспанії з 1993 року від Валенсійського автономного співтовариства.

## Біографія
Народився у 1951 році у Валенсії. У 1974 році закінчив Університет Валенсії.
З 1989 року — член Народної партії, в 1990—1993 роках очолював відділення партії у Валенсії.
З 1993 року — член Сенату Іспанії — верхньої палати парламенту Іспанії.
З 2000 року — у складі іспанської делегації в Парламентській асамблеї Ради Європи (ПАРЄ).
У 2016 році обраний головою ПАРЄ, змінивши на цьому посту Анн Брассер. У 2017 році переобраний на посаду голови ПАРЄ на другий термін.